# Kjell Opseth

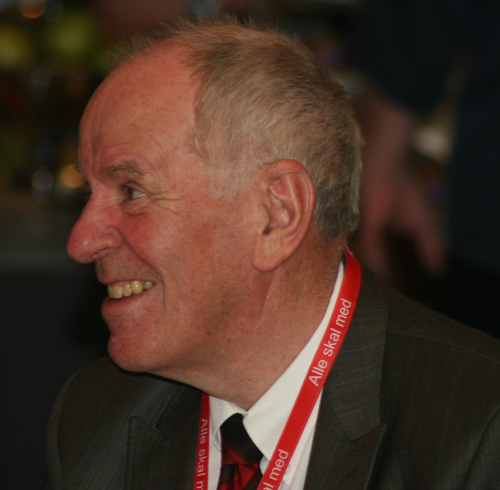
Kjell Opseth (2007)

Kjell Opseth (* 2. Januar 1936 in Førde; † 3. Dezember 2017 ebenda) war ein norwegischer Politiker der Arbeiderpartiet (Ap). Er war von 1990 bis 1996 Verkehrsminister und von 1996 bis 1997 Kommunal- und Arbeitsminister seines Landes.

## Leben
Opseth erlernte in der Zeit von 1953 bis 1959 den Beruf des Elektrikers. Er arbeitete von 1962 bis 1963 als Ingenieur in Porsgrunn. Bis 1966 war er in Oslo als Installateur tätig. Zwischen 1966 und 1985 übte er diesen Beruf in seiner Heimatgemeinde Førde aus. Ab 2001 arbeitete er in seiner selbst gegründeten Beratungsfirma.
In den Jahren 1971 bis 1983 war Opseth Mitglied des Kommunalparlaments von Førde. Zwischen 1978 und 1983 war er der Vorsitzende seiner Partei in der Provinz Sogn og Fjordane. Im Jahr 1981 zog er erstmals in das norwegische Parlament, das Storting, ein. Dort vertrat er bis 2001 durchgehend den Wahlkreis Sogn og Fjordane. In seiner letzten Legislaturperiode, die von 1997 bis 2001 andauerte, war er Mitglied des Fraktionsvorstands.
Am 3. November 1990 wurde er zum Verkehrsminister in der Regierung Brundtland III ernannt. Er übte das Amt bis zum Abgang dieser Regierung am 25. Oktober 1996 aus. Auch in der daraufhin gebildeten Regierung Jagland wurde er erneut Minister: Zwischen dem 25. Oktober 1996 und dem 17. Oktober 1997 war er Leiter des Kommunal- und Arbeitsministerium.